# Prostitution à Trinité-et-Tobago
La prostitution à Trinité-et-Tobago est légale mais les activités connexes telles que la tenue de lupanars, la sollicitation et le proxénétisme sont illégales,.
À Trinidad, Port of Spain est le principal lieu de travail du sexe,, y compris la prostitution de rue dans les rues Roberts et Murray. De nouveaux lupanars continuent d'ouvrir dans tout le pays, en particulier dans le sud, où ils sont intégrés dans de petits bars et magasins de rhum et sont difficiles à détecter, et dans le centre, où ils opèrent à partir d'appartements d'apparence normale. Beaucoup de travailleuses du sexe viennent de Colombie, de République dominicaine, du Venezuela et de Cuba. Certains font régulièrement la navette entre leur pays d'origine et Trinidad.
La prostitution est moins courante à Tobago; certaines prostituées de Trinidad déménagent à Tobago pour la saison touristique,.
Le pays est une destination de tourisme sexuel, Tobago étant notamment connue comme une destination pour le tourisme sexuel féminin.
Le trafic sexuel est un problème dans le pays comme la prostitution des enfants.

## Historique

### Période coloniale
Pendant la période esclavagiste, les esclaves pouvaient parfois être engagés comme prostitués. Après l'abolition de l'esclavage (1838), de nombreuses femmes mulâtres sont devenues des prostituées, passant souvent des zones rurales vers des villes comme Port of Spain.
Dans un effort pour contrôler la propagation des IST, l'ordonnance sur les maladies contagieuses a été introduite en 1869. Elle était fondée sur les Contagious Diseases Acts. Les prostituées devaient être enregistrées et subir des examens réguliers afin de déceler d'éventuelles IST. L'ordonnance a été suspendue en 1872 et réintroduite en 1875. Le registre indiquait qu'un nombre important de prostituées travaillaient à Port of Spain et à San Fernando. Des policiers peu scrupuleux ont profité de l'ordonnance pour exiger des faveurs sexuelles. À Port of Spain, un sergent titulaire a reçu un pouvoir illimité pour faire appliquer l'ordonnance. Il a abusé de sa position et, à la suite d'une enquête ouverte par une plainte, a été renvoyé de la police. L'ordonnance a été abolie en 1887. 
La crise du sucre des années 1880  amené beaucoup plus de femmes dans les villes, se tournant vers la prostitution pour essayer de gagner leur vie. À cette époque, Port of Spain aurait compté plus de prostituées que toute autre ville des Antilles.  

### Années 1930
Pendant la Grande Dépression des années 30, davantage de femmes se sont tournées vers la prostitution. Dans son livre, Calypso and Society, Gordon Rohlehr notait: « Certains chanteurs, en effet, ont présenté la vocation de la prostitution comme la seule alternative à celle de ménagère et ont mis en garde les jeunes filles contre le fait de quitter le domicile de leur mère ».
Le Report of West India Royal Commission (Moyne Report) (1960) conclut: « Lorsque cette profession est exercée, c'est généralement pour des raisons économiques et parce que les salaires gagnés par la femme dans son autre métier sont souvent trop bas pour subvenir à ses besoins vitaux ».

### Seconde guerre mondiale
La prostitution était une industrie en plein essor dans les années 1940 après que les troupes alliées, en particulier américaines, aient été stationnées sur les îles pendant la Seconde Guerre mondiale,,, particulièrement autour de Port of Spain Arima. En plus des 100 000 soldats, les ouvriers du bâtiment construisant les nouvelles bases américaines à Chaguaramas et Waller Field ont ajouté à la demande de prostitution. 
La propagation des IST était un problème à cette époque. Le Gouverneur de Trinité-et-Tobago a envisagé de délivrer des licences aux bordels du pays pour assurer un dépistage adéquat des femmes, mais cela n'a jamais été mis en vigueur.

### Après la Seconde Guerre mondiale
Après la fermeture de la base aérienne américaine de Waller Field en 1949, la demande de prostitution a chuté.
Le sociologue Lloyd Braithwaite a noté dans son enquête de 1953 Social Stratification in Trinidadque « Dans les quartiers populaires de la ville habitent de nombreuses prostituées bien connues, même si techniquement certaines n'ont pas de domicile fixe ... les conditions économiques difficiles et précaires qui pèsent sur les femmes de la classe ouvrière, en particulier dans les villes, doivent constamment faire de la prostitution une possibilité pour elles ».
La demande de prostituées a encore diminué lorsque la base navale américaine de Chaguaramas a été réduite en 1956 et finalement fermée en 1963.

## Législation
Étant une ancienne colonie britannique, une grande partie de la loi sur la prostitution reflète celle du Royaume-Uni :
- La loi de 1921 sur les infractions sommaires[20]
  - Article 46: toute femme flânant et sollicitant des passants à des fins de prostitution, à la deuxième occasion, peut être considérée comme une voyou et un vagabond, et est passible d'une peine d'emprisonnement de deux mois ;
- La loi de 1986 sur les infractions sexuelles[2]
  - Section 17: Toute personne qui en achète une autre à des fins de prostitution; ou en recrute un autre pour devenir détenu ou fréquenter un bordel; est coupable d'une infraction et passible, sur déclaration de culpabilité, d'une peine d'emprisonnement de quinze ans ;
  - Article 19: Une personne qui en détient une autre contre sa volonté dans un bordel, est coupable d'une infraction et passible, sur déclaration de culpabilité, d'une peine d'emprisonnement de dix ans.
  - Article 22: Une personne qui tient ou gère ou agit ou assiste à la gestion d'un bordel; ou étant le locataire, le locataire, l'occupant ou la personne responsable de tout local, permet sciemment que le local ou une partie de celui-ci soit utilisé comme bordel ou à des fins de prostitution; est coupable d'une infraction et passible, sur déclaration de culpabilité, d'une peine d'emprisonnement de cinq ans.
  - Article 23. (1) Une personne qui -
    - a) vit sciemment en tout ou en partie des revenus de la prostitution; ou
    - (b) en tout lieu sollicite à des fins immorales,

est coupable d'une infraction et passible, sur déclaration de culpabilité, d'une peine d'emprisonnement de cinq ans.
- La traite des êtres humains est régie par la loi de 2011 sur la traite des personnes[21].

## Corruption
Le département d'État des États-Unis rapporte que la prostitution est historiquement dépendante de la corruption policière. Il y a aussi corruption d'agents d'immigration et de la police concernant la traite des êtres humains,.  
En 2013, PC Valentine Eastman, un policier depuis 23 ans, a été inculpé de 13 chefs d'accusation de traite d'êtres humains impliquant 3 Colombiennes victimes de la traite d'êtres humains vers un bordel à Marabella. Il a été la première personne dans les Caraïbes britanniques à être accusée de traite des êtres humains. En 2016, il a été renvoyé devant la Haute Cour pour jugement.

## Tourisme sexuel
Les îles deviennent de plus en plus une destination pour le tourisme sexuel,,. Ce tourisme est responsable de l'augmentation de la circulation du VIH sur l'île. Le Ministre trinidadien du tourisme a fait observer que l’augmentation du VIH / sida dans les îles devenait sévère et incontrôlable en raison du tourisme sexuel et du phénomène des beach-bum.

### Tourisme sexuel féminin
Tobago est connue comme une destination pour le tourisme sexuel féminin. Les femmes européennes et américaines viennent sur l'île à la recherche d'hommes locaux. Il existe un commerce touristique organisé pour le tourisme sexuel; parfois un homme local est inclus dans le prix. 
En 2016, Shadae Lamar Smith a réalisé le court métrage The Resort basé sur le tourisme sexuel à Tobago. Il a été présenté sur la chaîne YouTube d'Issa Rae.

## Trafic sexuel
Trinité-et-Tobago est un pays de destination, de transit et d'origine pour les adultes et les enfants victimes de trafic sexuel. Les femmes et les filles de la République dominicaine, du Guyana, du Venezuela et de la Colombie sont victimes de trafic sexuel dans les bordels et les clubs, souvent attirées par des offres d'emploi légitime, les jeunes femmes du Venezuela étant particulièrement vulnérables. Des ONG ont déjà fait été de victimes de prostitution enfantine, notamment repérées par le biais de petites annonces, et ces enfants sont victimes de trafic sexuel à des fins commerciales par des Trinbagoniens et des touristes sexuels étrangers. Les organisations criminelles internationales sont de plus en plus impliquées dans la traite. La corruption policière a dans le passé été associée à la facilitation de la prostitution et du trafic sexuel.
La plupart des victimes du trafic sexuel sont amenées dans le pays par bateau, débarquant sur la péninsule méridionale de Trinidad à Icacos, Cedros et d'autres villages de pêcheurs voisins.
Le Bureau de surveillance et de lutte contre la traite des personnes du département d'État des États-Unis classe la Trinité-et-Tobago parmi les pays de niveau 2.